# Femme
『femme』（ファム）は、今井美樹の1枚目のオリジナル・アルバム。1986年12月5日発売。発売元はフォーライフ・レコード（現・フォーライフミュージックエンタテイメント）。

## 概要
帯コピー：季節の移ろいの中で、シネマのような情景がコラージュする。
今井美樹のファーストアルバム。デビュー・シングル「黄昏のモノローグ」を収録している。現在は今井自身も全作品中で好きなアルバムの一枚でもあるとインタビューで話しているが、その後も40年近くに亘り歌手を続けているとは思わずに、他人事のように思いながら当時はこのアルバム収録曲を懸命にレコーディングしていたという。
ファンに人気の高い「オレンジの河」は、ファルセットを使わず地声で歌い切って当時から思い入れがある曲なので特に好きな一曲でもあると「月刊カドカワ」のインタビュー記事で話している。

## 収録曲

### LP / CT
| #  | タイトル             | 作詞       | 作曲           | 編曲                           | 時間 |
| -- | -------------------- | ---------- | -------------- | ------------------------------ | ---- |
| 1. | 「頬に風」           | 来生えつこ | 中崎英也       | 佐藤準                         | 5:09 |
| 2. | 「Your Own」         | 来生えつこ | 鈴木キサブロー | 佐藤準                         | 4:43 |
| 3. | 「悲しい週末」       | 岩沢律     | 前田保         | 佐藤準                         | 4:46 |
| 4. | 「オレンジの河」     | 小林和子   | 中崎英也       | 佐藤準                         | 4:20 |
| 5. | 「黄昏のモノローグ」 | 来生えつこ | 鈴木キサブロー | 鷺巣詩郎 chorus Arr.: 川村栄二 | 4:33 |

| #  | タイトル                            | 作詞       | 作曲       | 編曲     | 時間 |
| -- | ----------------------------------- | ---------- | ---------- | -------- | ---- |
| 1. | 「濡れていた瞳」                    | 戸沢暢美   | 小川哲夫   | 小林信吾 | 4:59 |
| 2. | 「オフの恋心」                      | 来生えつこ | 佐藤準     | 佐藤準   | 4:01 |
| 3. | 「ひなたでピルエット」              | 戸沢暢美   | 羽田一郎   | 佐藤準   | 5:15 |
| 4. | 「American Breakfast トキメキ添え」 | 戸沢暢美   | 小森田実   | 小林信吾 | 3:48 |
| 5. | 「切なさの向こう側」                | 佐藤純子   | 宇佐元恭一 | 佐藤準   | 4:49 |

### CD
| #         | タイトル                            | 作詞       | 作曲           | 編曲                           | 時間  |
| --------- | ----------------------------------- | ---------- | -------------- | ------------------------------ | ----- |
| 1.        | 「頬に風」                          | 来生えつこ | 中崎英也       | 佐藤準                         | 5:09  |
| 2.        | 「Your Own」                        | 来生えつこ | 鈴木キサブロー | 佐藤準                         | 4:43  |
| 3.        | 「悲しい週末」                      | 岩沢律     | 前田保         | 佐藤準                         | 4:46  |
| 4.        | 「オレンジの河」                    | 小林和子   | 中崎英也       | 佐藤準                         | 4:20  |
| 5.        | 「黄昏のモノローグ」                | 来生えつこ | 鈴木キサブロー | 鷺巣詩郎 chorus Arr.: 川村栄二 | 4:33  |
| 6.        | 「濡れていた瞳」                    | 戸沢暢美   | 小川哲夫       | 小林信吾                       | 4:59  |
| 7.        | 「オフの恋心」                      | 来生えつこ | 佐藤準         | 佐藤準                         | 4:01  |
| 8.        | 「ひなたでピルエット」              | 戸沢暢美   | 羽田一郎       | 佐藤準                         | 5:15  |
| 9.        | 「American Breakfast トキメキ添え」 | 戸沢暢美   | 小森田実       | 小林信吾                       | 3:48  |
| 10.       | 「切なさの向こう側」                | 佐藤純子   | 宇佐元恭一     | 佐藤準                         | 4:49  |
| 合計時間: | 合計時間:                           | 合計時間:  | 合計時間:      | 合計時間:                      | 46:43 |

### 楽曲解説
1. 頬に風
2. Your Own
3. 悲しい週末
4. オレンジの河
  - ″オレンジの河″は、大都市を走る高架の高速道路（首都高速など）が、オレンジ色を放つナトリウムランプに照らされ、まるで(オレンジ色の)河のように見えることと解釈するのが一般的である。
5. 黄昏のモノローグ
  - デビューシングル表題曲。日本テレビ系ドラマ「妻たちの初体験」主題歌。
6. 濡れていた瞳
7. オフの恋心
8. ひなたでピルエット
9. American Breakfast トキメキ添え
  - 小森田実がアルバム『スコール』でセルフカバーしている。(タイトルは「ドキドキTALKING」)
10. 切なさの向こう側